# 最適化プログラミング言語
最適化プログラミング言語（さいてきかプログラミングげんご、英: Optimization Programming Language、略称：OPL ）は、数学的最適化モデルを表す代数モデリング言語のうちの一つである。汎用プログラミング言語よりもコーディングを簡単かつ短くすることができる。CPLEXソフトウェアパッケージに含まれているため、IBM ILOG CPLEXおよびIBM ILOG CPLEX CP Optimizers用に開発者たちに調整されている。OPLの原作者はパスカル・ヴァン・ヘンテンリックである。 